# Мураталиев, Тилек Тологонович
Тилек Тологонович Мураталиев (кирг. Тилек Төлөгөнович Мураталиев; род. 5 июня 1964, село Кочкор, Киргизская ССР) — киргизский кинорежиссёр и сценарист документальных и научно-популярных фильмов. Член Союза кинематографистов  Кыргызской Республики. Автор сценариев и режиссер более 40-ка документальных и научно популярных фильмов. Выдвигался в лонг-лист премии «Ак Илбирс» (2017).

## Биография и творчество
В 1985-2010 гг. Мураталиев работал на киностудии «Киргизфильм» в качестве ассистента режиссера и режиссером. С 2010 г. по настоящее время  директор и художественный руководитель студии документальных фильмов «Кинохроника».
Мураталиев является автором сценариев и режиссером более 40-ка документальных и научно популярных фильмов, в том числе полнометражные документальные фильмы такие как «Үмүт» (1990), «Аалам аралаган өмүр» (1994), «Жаңылануу жолунда» (1995), «Шериктештиктин жемиши» (1998) и другие.
За последние годы создал документальные фильмы научно-популярного жанра, в том числе «Илбирс» (2013), «Молчание слов» (2013), «Салттуу илимдер» (2013), «Кайберендин изи менен» (2014), «Жагымдуу шаар» (2014); познавательные фильмы о регионах: «Ат-Башы» (2012), «Кочкор» (2014), «Сур эчки» (2014), «Чаткал» (2015), «Ала-Бука» (2015). Фильмы документального жанра «Служба за облаками», «Эненин портрети» (2015), «1916-жылдагы көтөрүлүш» (2016) посвящены к 100 летию национально-освободительного восстания кыргызов против колониальной политики царской России.

## Награды
- Медаль «Данк» (2016).
- Почётная грамота Кыргызской Республики (2018)[3].